# Кварцово стъкло
Кварцовото стъкло (или лят кварц) е стъкло, което се състои от чист силициев диоксид в аморфна форма. 
Различава се от традиционните стъкла по това, че не съдържа съставки, които обикновено се добавят, за да се понижи температурата на топене. По тази причина летият кварц се характеризира с висока работна температура и температура на топене. Оптичните и термичните му свойства надвишават тези на другите типове стъкло поради неговата чистота. Притежава по-добра пропускливост на ултравиолетови лъчи спрямо останалите стъкла, поради което се използва като материал за направата на оптични лещи и други прозрачни детайли за работа в ултравиолетовия спектър. Ниският му коефициент на топлинно разширение го прави подходящ материал за основа на прецизни огледала.